# Hector Lavoe
Héctor Juan Pérez Martínez (Ponce, 30 de Setembro de 1946 - Nova Iorque, 29 de Junho de 1993), mais conhecido como Héctor Lavoe, foi um cantor porto-riquenho de salsa que fez grande sucesso e é considerado um dos ícones desse ritmo.
Foi produzido um filme sobre sua vida, dirigido por Jennifer Lopez. O nome do filme é El Cantante, tema de uma música escrita pelo cantor, compositor, diretor, político, advogado e ator panamenho Rubén Blades.

## Biografia
Conhecido como o bad boy da salsa, o cantor teve uma vida conturbada e marcada por vícios.
Sua vida foi muito sofrida, perdeu a mãe ainda novo, e seu único filho, com 17 anos, acidentalmente, um amigo deu um dispáro, que acabou matando o mesmo, no mesmo ano, sua sogra foi assassinada e seu pai falece (em Porto Rico), além de tudo isso, sua casa, em Queens, New York, pega fogo e é obrigado a pular de uma altura de 5 andares, onde sofre algumas fraturas, mas nada grave. Em seguida, descobre que é portador do vírus HIV (AIDS), e para piorar, um show foi cancelado, devido à falta de público, tudo isso leva ele a uma profunda depressão, e acaba se jogando do 9° andar do hotel onde estava, mas, por milagre, acaba sobrevivendo, sofrendo desta vez, graves fraturas.
Na época, ainda apareceram "Empresários" que foram catalogados como "Tubarões de água suja" devido que se aproveitavam da situação de Héctor, para ganhar dinheiro em cima da sua imagem, ministrando mais drogas para o cantor. Após todos essas tragédias, Héctor ainda grava (Lança) um álbum, o último ("Héctor Lavoe & Van Lester: The Master and the Protege") e, em Junho de 93, falece, aos 46 anos, em consequência da AIDS, que contraiu, devido ao uso excessivo de drogas. Héctor deixou uma marca eterna, uns dos maiores cantores e compositores de salsa da história, uma bela voz, com letras intelectuais e arranjos maravilhosos para suas músicas. Fez parte da Fania All Stars, que era composta por cantores e compositores da salsa renomados. Seu último show com a Fania foi no dia 2 de setembro de 1990, onde mal conseguiu cantar o tema "Mi Gente" abandonando o palco e deixando seus colegas e o público em meio às lágrimas.
No cinema, foi interpretado pelo cantor Marc Anthony no filme El Cantante.